# 고와 지진
고와 지진(일본어: 康和地震)은 1099년 2월 16일(2월 22일, 조토쿠 3년)에 일본에서 발생한 지진이다. 지진 규모는 M8.0-8.3. 이 지진은 난카이 지진이라고되어 있었지만, 의문이 제기되고있다. 사망자가 다수 발생했으며 논 천여정(1,000ha 정도)가 바닷속으로 침수됐다는 기록이 남아 있어 덴노우지와 고후쿠지에 큰 피해를 준 지진과 같은 것이라 추정하고 있었다. 하지만 지진 발생 시각 기록 등의 문제로 인해 고와 지진은 난카이 지진이 아니며 2년 2개월 전 일어난 1096년 에이초 지진이 난카이도 해역을 진원역으로 포함하는 거대한 호에이형 지진일 것이라고 추정하는 학자들도 있다.

## 참고 문헌
- 国立天文台 『理科年表 令和3年』 丸善 P.772 ISBN 978-4-621-30560-7